# Lago Golzernsee
O Lago Golzernsee É um lago um lago localizado no cantão de Uri, na Suíça. A sua superfície é de 5,7 ha.
Este lago pode ser alcançado por teleférico a partir da Montanha Bristen, localizada nos Alpes Glarus (município de Silenen) e é um popular local de pesca, encontrando-se nas suas águas espécies como a truta, a truta arco-íris e a perca.